# Крутая (Новосибирская область)
Крутая — исчезнувшая деревня в Болотнинском районе Новосибирской области. На момент упразднения входила в состав Кунчурукского сельсовета. Исключена из учётных данных в 1968 году.

## География
Располагалась на реке Крутая в месте впадения её в болото Таган, в 13,5 км к северо-западу от села Кунчурук.

## История
Основана в 1886 г. В 1926 году состояла из 28 хозяйств. В административном отношении входила в состав Кунчурукского сельсовета Болотнинского района Томского округа Сибирского края.
Упразднена в 1968 году.

## Население
По переписи 1926 г. в деревне проживало 121 человек (53 мужчин и 68 женщин), основное население — русские.